# 阴阳学
陰陽學是元明清時期的一種學校，學習術數。
最初於元世祖至元二十八年夏六月設在各路，每路設陰陽學教授一員，延祐初，依儒學、醫學例，於路府州設教授一員。明代設在府州縣，分別叫府正術、州典術、縣訓術，設官不給祿。清代仍置，雍正七年，兼轄星學。